# Arbeitsgemeinschaft Psychoanalytische Pädagogik
Die Arbeitsgemeinschaft Psychoanalytische Pädagogik (APP) ist ein Verein mit Sitz in Wien, der sich der Anwendung der Psychoanalytischen Pädagogik widmet, vor allem in Form der psychoanalytisch-pädagogischen Erziehungsberatung.

## Entstehungsgeschichte
Die Arbeitsgemeinschaft Psychoanalytische Pädagogik entstand am 26. September 1996 in Wien als Gründung der Sigmund-Freud-Gesellschaft, des Wiener Arbeitskreises für Psychoanalyse, und des Alfred Adler Instituts des Österreichischen Vereins für Individualpsychologie. Ihr Ziel ist die Verbreitung und Entwicklung der Psychoanalytischen Pädagogik in Forschung, Theorie und Praxis. Seit der Gründung steht Helmuth Figdor dem Verein als Vorsitzender vor, Wilfried Datler als stellvertretender Vorsitzender.
Im Einzelnen widmet sich die APP
- der Anwendung des psychoanalytischen Kenntnisschatzes in unterschiedlichen pädagogischen Bereichen in Forschung, Theorie und Praxis;
- der Weiterführung und dem Ausbau der psychoanalytisch-pädagogischen Erziehungsberatung;
- der Ausbildung zum/zur psychoanalytisch-pädagogischen Erziehungsberater/in;
- der Entwicklung von Weiterbildungsangeboten für diverse Berufsgruppen, die mit Kindern arbeiten;
- der Durchführung von Vorträgen und Fortbildungsveranstaltungen für Eltern;
- der Förderung der Kommunikation und Kooperation mit anderen psychoanalytisch-pädagogisch arbeitenden Institutionen oder Einzelpersonen im In- und Ausland.

Der Schwerpunkt der Aktivitäten liegt in dem Bemühen, psychoanalytisch geleitete Impulse zur Veränderung und Weiterentwicklung pädagogischer Sichtweisen, Inhalte und Methoden im familiären Alltag, im Kindergarten, in der Schule und in der Heimerziehung, in der Arbeit mit Menschen mit Behinderung, in der Elternarbeit von Erziehungs- und Familienberatungsstellen und anderen pädagogischen Institutionen, im Umgang von Jugendämtern, Jugend- und Familienrichtern mit Heranwachsenden und deren Familien u. a.m. zu setzen. Mitglieder der APP unterrichten auch an verschiedenen Universitäten im deutschsprachigen Raum.

## Aktivitäten

### Psychoanalytisch-pädagogische Erziehungsberatung
Psychoanalytisch-pädagogische Erziehungsberatung ist ein Praxisfeld angewandter Psychoanalyse, mithin ein Verfahren, das im Hinblick auf die Beratenen – Eltern, Erziehern, Lehrern – keinen therapeutischen Anspruch (im psychoanalytischen Sinn) stellt. Ausgehend von einem psychoanalytischen Verständnis intra- und interpersoneller seelischer Prozesse von Eltern/Erziehern und Kindern, versuchen psychoanalytisch-pädagogische Erziehungsberater den Erwachsenen Orientierungen für den Umgang bzw. die Beziehungsgestaltung mit Kindern zu geben, die insofern „pädagogisch“ sind, als sie sich vorrangig an den Entwicklungsinteressen des Kindes (etwa im Sinne Anna Freuds, Erik Eriksons, D.W. Winnicotts) orientieren.
Das von H. Figdor entwickelte Wiener Konzept der Psychoanalytisch-pädagogischen Erziehungsberatung ist durch ein spezifisches methodisches Vorgehen gekennzeichnet, wie diese Orientierungen an die Eltern/Erzieher herangebracht werden müssen, damit sie von diesen auch angenommen und praktiziert werden können. Denn obwohl aus psychoanalytischer Sicht davon auszugehen ist, dass ein großer Teil erzieherischer „Fehlhaltungen“ oder entwicklungsrelevanter Beziehungsprobleme durch vorbewusste und unbewusste Motive (Ambivalenz, Übertragungen, narzißtische Projektionen, sexuelle und aggressive Wünsche, Ängste...) gestützt werden, also auch psychoanalytische Erziehungsberater sich mit unbewussten Regungen seiner Klienten auseinandersetzt, unterscheidet sich ihr Vorgehen doch grundsätzlich von dem der psychoanalytischen Kur.
Die Arbeitsbereiche der Psychoanalytisch-pädagogischen Erziehungsberater sind in der privaten Praxis, in pädagogischen Institutionen (Kindergärten, Heimen...), Familienberatungsstellen, in der Fort- und Weiterbildung, als mobile Erziehungsberater im ländlichen Raum u. a.m.

### Ausbildungslehrgang zum/zur „Psychoanalytisch-pädagogischen Erziehungsberater/in (APP)“
Die Idee des dreijährigen Lehrgangs ist, einerseits einem gesellschaftlichen Bedarf an Hilfe, Orientierung und Unterstützung von Eltern und professionellen Pädagogen mit einem Angebot von qualifizierten Fachkräften zu begegnen und andererseits einschlägig vorgebildeten Studenten eine praxisorientierte postgraduale Ausbildung anzubieten. Weiters soll mit der Ausbildung zum/zur Psychoanalytisch-pädagogischen Erziehungsberater/in ein Raum geschaffen werden, in welchem sich die Psychoanalyse in ihrer pädagogischen Kompetenz praktisch zu bewähren vermag, und diese Kompetenz möglichst vielen Eltern und Pädagogen zugutekommen kann.
Die Ausbildung wurde als Lehrgang universitären Charakters anerkannt. Mit der Absolvierung ist die Verleihung des akademischen Titels Master of Arts (MA) verbunden.

### Fachtagung für Pädagogen
- 2006: ADS/ADHS – Ein Mythos? Eine Herausforderung? Eine Fachtagung.
- 2007: Die Wiederentdeckung der Freude am Lernen. Eine Fachtagung für Pädagogen über Möglichkeiten trotz widriger Umstände. Lernen – zwischen Autorität und Disziplinlosigkeit Über lustvolles Gestalten von sozialen und kognitiven Lernprozessen in Kindergarten und Schule.
- 2008: Mit Kindern reden. Was soll und kann ich als Erzieher oder Lehrer ansprechen? Warum, wann und wo? Und vor allem: wie? Eine Fachtagung für Pädagogen über den Umgang mit der inneren emotionalen Welt der Kinder als Unterstützung für die pädagogische Arbeit – ohne Psychotherapeut zu sein.
- 2009: Wo die wilden Kerle wohnen. Gewalt und Aggression von Kindern und Jugendlichen ist in aller Munde. Sie attackieren Jüngere, Gleichaltrige, aber auch Erwachsene, erschrecken, bedrohen, verfolgen oder verletzen. Bei dieser Fachtagung für Pädagogen geht es darum, die Gewaltdynamik zu verstehen und Wege zu finden, mit Gewalt in Schule, Kindergarten und anderen pädagogischen Institutionen umzugehen.

### Besuchsbegleitung nach Trennung oder Scheidung und Besuchscafé
Viele Kinder und Jugendliche haben nach der Trennung der Eltern keinen oder nur unregelmäßigen Kontakt zum „weggeschiedenen“ Elternteil. Manchmal liegt es daran, dass der obsorgeberechtigte Elternteil Sorge um das Wohl oder die Sicherheit des Kindes während der Besuchskontakte hat oder Einflussnahmen auf das Kind befürchtet, die das Kind zusätzlich belasten könnten; oder dass (noch) nicht genügend Vertrauen in die Verlässlichkeit des anderen Elternteils besteht oder das Kind Widerstände gegen Besuchskontakte äußert. In diesen Fällen bietet Besuchsbegleitung einen geschützten Rahmen, in dem das Kind Kontakt zum getrennt lebenden Elternteil haben kann; in dem durch die Unterstützung von Besuchsbegleitern eine behutsame (Wieder-)Annäherung zwischen Kind und Elternteil stattfinden kann und in dem den Eltern eigene Berater zur Verfügung stehen, bei denen sie ihre Ängste und Sorgen deponieren und Lösungen dafür finden können.
Seit 2008 wird das Angebot durch das von APP-Mitarbeitern geleitete Besuchscafé „Triangel“ im 16. Wiener Gemeindebezirk ergänzt.

### Kinderbeistand
Das Projekt „Kinderbeistand“ (siehe auch Kinderbeistands-Gesetz) lief zwischen 2006 und 2008 in vier österreichischen Bundesländern. In Wien war die APP Träger des Projekts und begleitete Kinder von 46 Familien mit dem Ziel, ihre Belastung in Scheidungs-, Besuchsrechts- und Obsorgeverfahren zu minimieren.

### Evaluationsstudie zum Kindschaftsrecht-Änderungsgesetz (KindRÄG)
In dieser Studie wurden die Auswirkungen der Obsorge beider Eltern nach einer Scheidung in Hinblick auf das Kindeswohl wissenschaftlich untersucht. Die APP führte die Eltern-Kind-Untersuchung durch und verfasste den Abschlussbericht zur Evaluationsstudie (vgl. Barth-Richtarz; Figdor 2008).

### Aus- und Fortbildung von Gerichtssachverständigen
- in pflegschaftsgerichtlichen Verfahren (in Kooperation mit der Forschungseinheit Psychoanalytische Pädagogik der Universität Wien)
- als heilpädagogische Sachverständige nach dem Heimaufenthaltsgesetz (in Kooperation mit der AG Sonder- und Heilpädagogik des Instituts für Bildungswissenschaft der Universität Wien und dem Bundesministerium für Justiz)